# Chiesa di San Martino (Bolzano Novarese)
L'antica chiesa di San Martino di Engravo (o Engrevo) a Bolzano Novarese risale almeno al XII secolo; essa mantiene oggi funzione di chiesa cimiteriale. L'interesse artistico della chiesa è legato al vasto ciclo di affreschi interni risalenti al XV e XVI secolo.
La bellissima chiesina è attualmente raggiungibile solo a piedi o in automobile per via delle strade strette e tortuose vietate a mezzi più grandi.

## Storia e struttura della chiesa

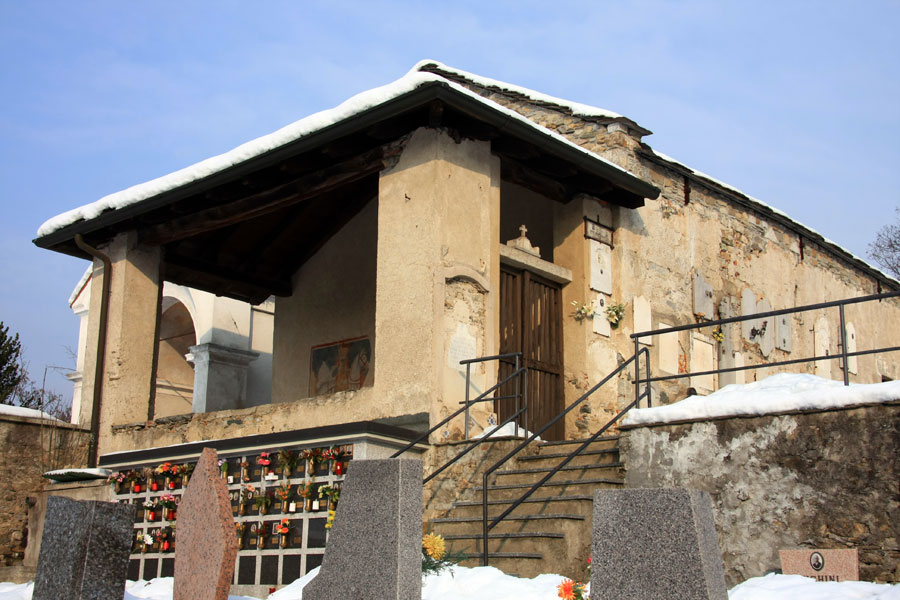
Facciata della chiesa

La costruzione della chiesa risale almeno all'XI secolo: la sua presenza risulta infatti già documentata nel 1180.
La denominazione fa riferimento all'antico abitato di Engravo (o Engrevo), nome che compare nei documenti che vanno dal X al XII secolo; l'abitato fu abbandonato (forse in seguito ad eventi bellici), quando la popolazione si spostò più in basso, nella località in cui ora si erge il paese di Bolzano Novarese.
L'edificio religioso fu un tempo chiesa parrocchiale del paese: ora mantiene solamente la funzione di chiesa cimiteriale.
La struttura della chiesa è molto semplice, tipica dell'architettura romanica nei borghi di campagna. Si tratta di un edificio ad aula unica, con facciata a capanna e con un'abside decorata da lesene e da archetti pensili. Il tetto è composto da travi in legno a vista, disposti secondo la pendenza delle falde; la copertura è in piode (lastre sottili di pietra).
Il piccolo porticato sulla facciata rappresenta una aggiunta del XVII secolo che, assieme alla scalinata di accesso dal cimitero, ne ha un poco modificato la fisionomia originaria.

## Gli affreschi
Sulla facciata, in parte compromessi dall'usura del tempo, troviamo una grande immagine di San Cristoforo, protettore dei viandanti, ed un affresco datato 1507 e firmato da Francesco Cagnola con l'immagine di San Martino, protettore dei poveri, al quale la chiesa è dedicata.

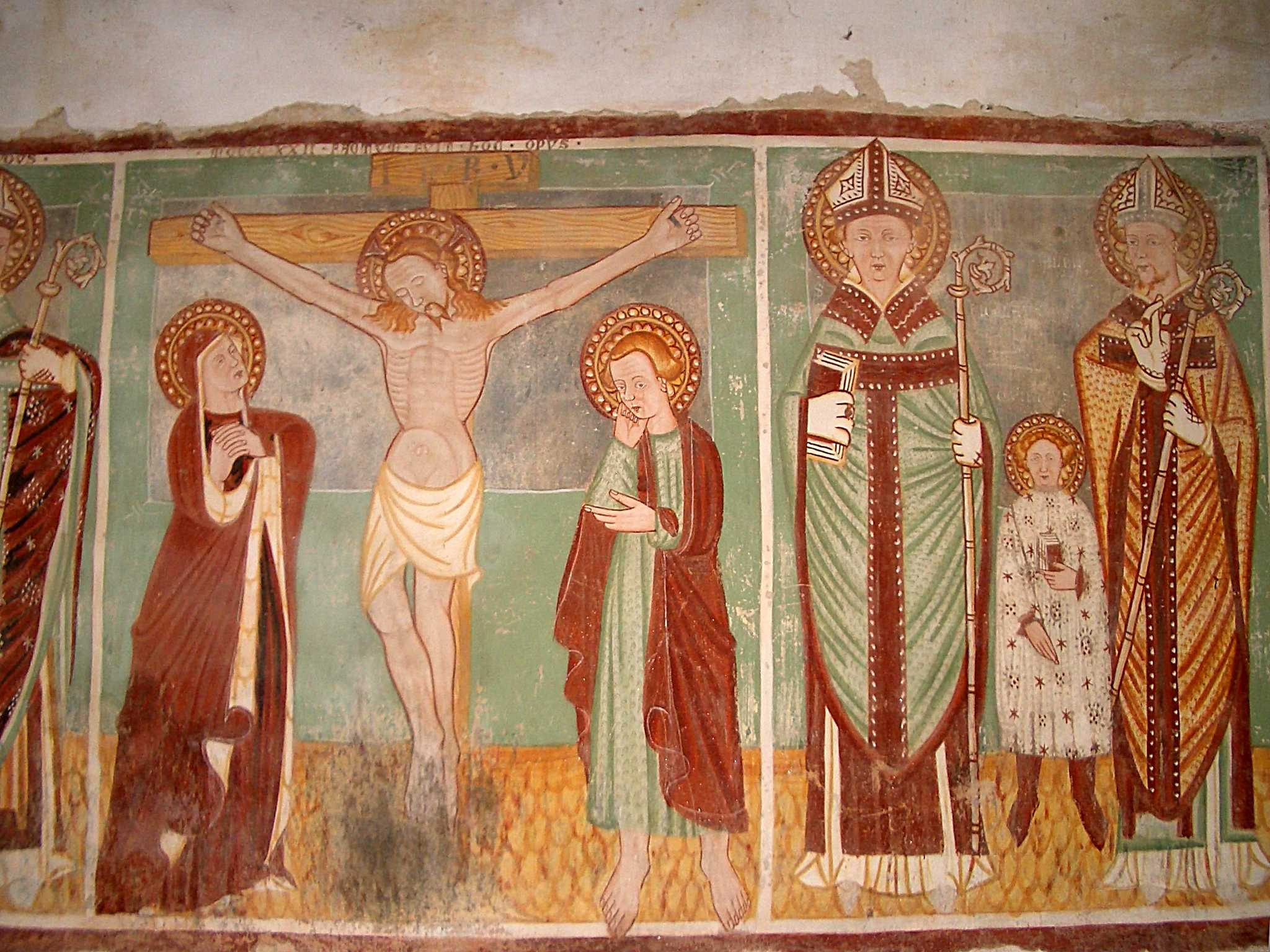
Autore ignoto, Crocifissione, San Nicola, San Quirico e Sant'Albino, 1422

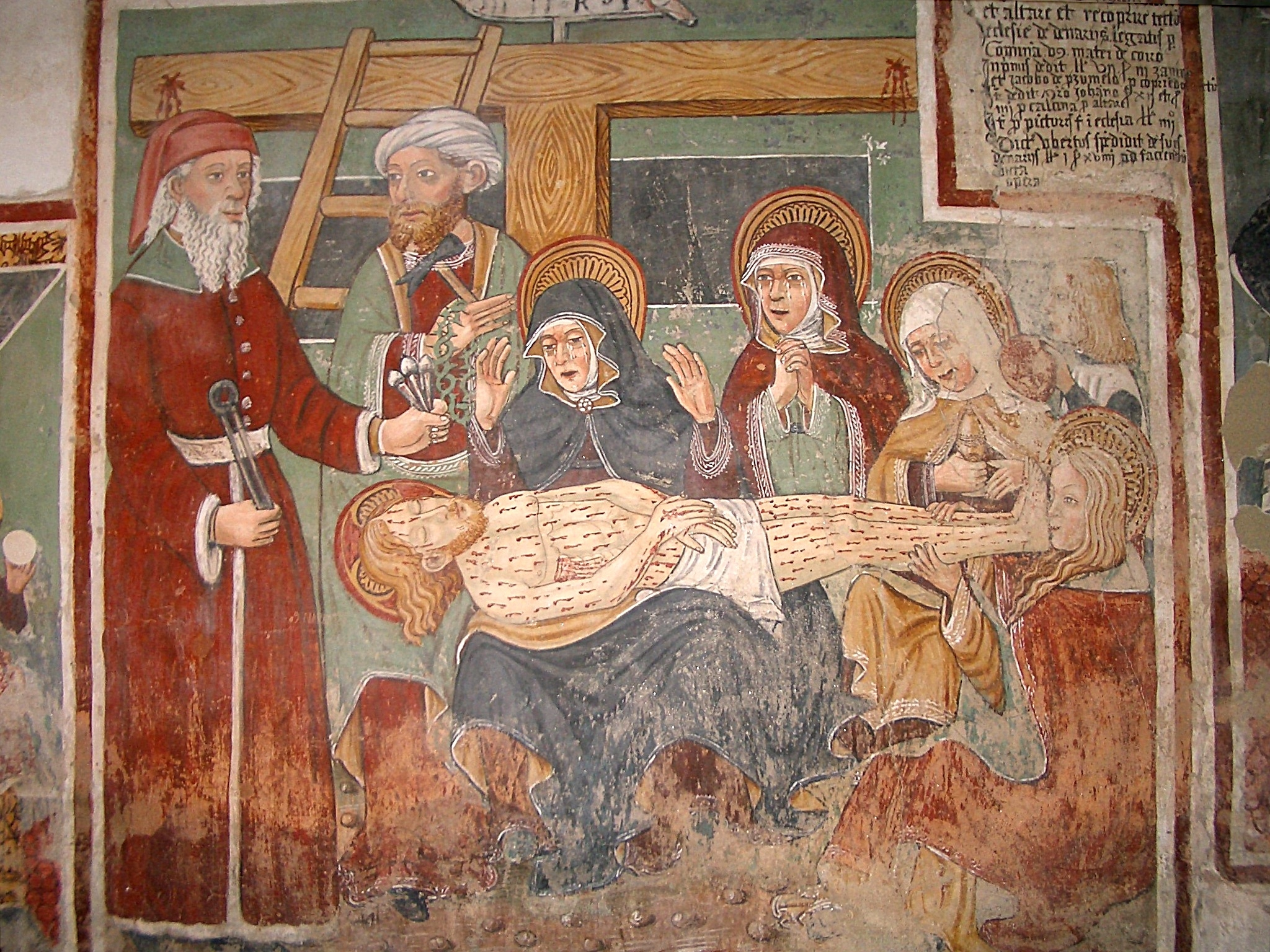
Tommaso Cagnola, Compianto sul Cristo Morto, 1490-1500 ca.

Gli affreschi che ornano le pareti della navata e dell'abside, realizzati in un arco temporale compreso tra il 1403 e il 1507, costituiscono una interessante testimonianza delle forme della devozione popolare all'altezza di quegli anni. Oltre a quelle familiari della Madonna col Bambino e del Cristo crocifisso, le immagini che il fedele - anche illetterato - imparava subito a riconoscere erano quelle dei santi localmente più venerati a protezione contro le precarie condizioni che potevano affliggere la propria esistenza.
, 
- Abside (affreschi attribuiti a Francesco Cagnola)
  - Arco Trionfale:  Angelo annunziante e Vergine annunziata
  - Catino absidale: Cristo pantocratore raffigurato all'interno di una mandorla di luce e circondato dai simboli del Tetramorfo.
  - Tamburo dell'abside: vi è raffigurata in semicerchio la teoria dei Dodici Apostoli'
- Parete sud
  - Immagini devozionali: a partire dal presbiterio si incontrano le immagini della Beata Panacea (opera della bottega dei Cagnola); Sant'Orso d'Aosta; una Crocifissione (opera delle bottega dei Cagnola) che ha sostituito una precedente immagine del 1403; Madonna del latte in maestà; Santa Liberata, con in braccio due infanti; San Gottardo; Crocefissione, datata 1422, San Nicola, San Quirico, santo fanciullo protettore dei bambini; Sant'Albino;
- Parete nord
  - Immagini devozionali opera della Bottega dei Cagnola: San Martino e il Povero (opera firmata da Tommaso Cagnola); Compianto sul Cristo morto (opera firmata da Tommaso Cagnola); Madonna col Bambino, Santissima Trinità

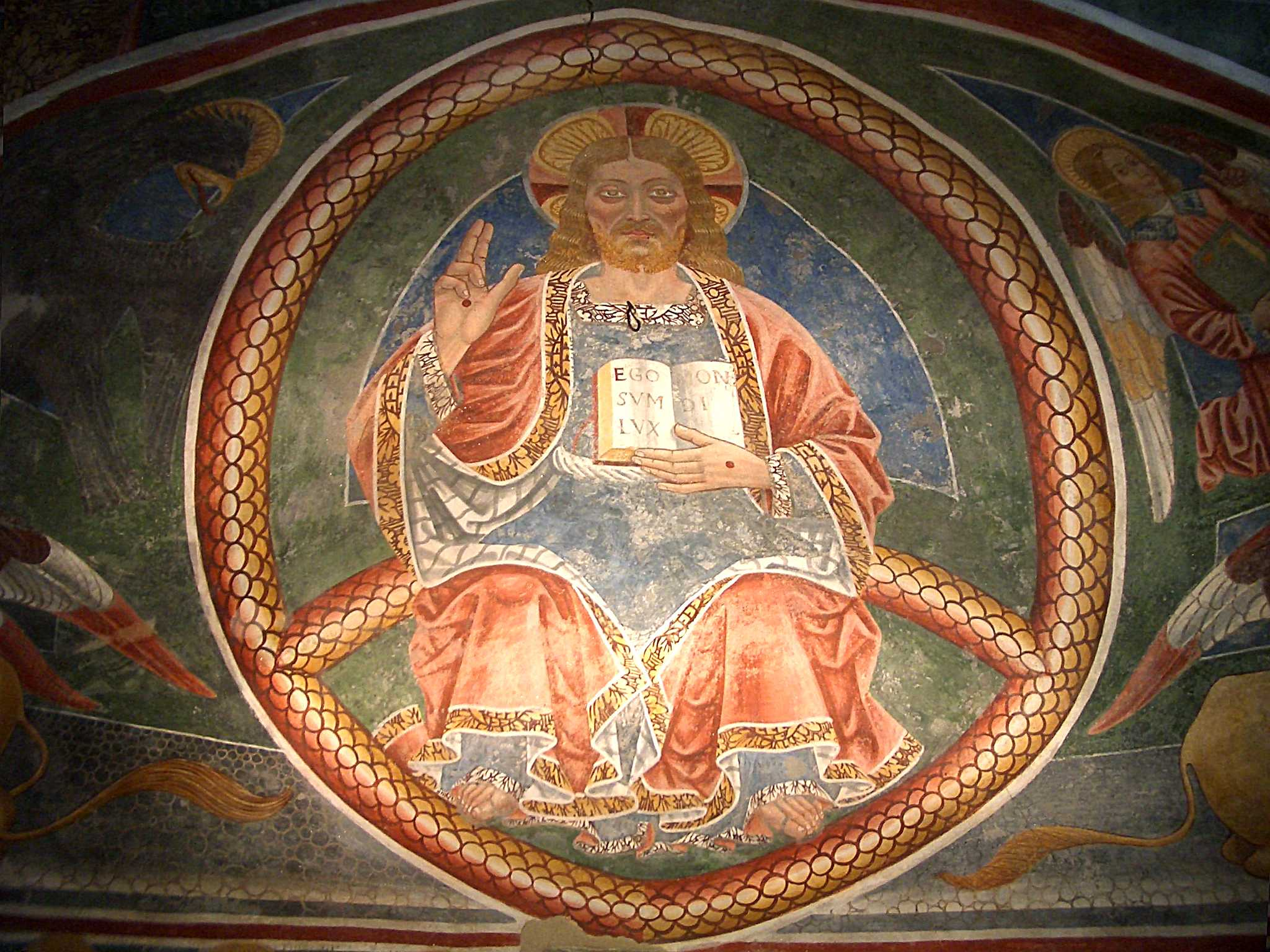
Francesco Cagnola, Cristo Pantocrratore, 1509

Sulle pareti della navata troviamo, tra le immagini più antiche (1403), un Sant'Orso di Aosta, protettore dalle calamità naturali ed i dolori articolari. Ugualmente antica è una Madonna del latte in trono, ingenuamente raffigurata, secondo un linguaggio che appare pre-gotico.
Sulla parete destra gli affreschi datati 1422 offrono ai fedeli, assieme ad una Crocifissione, le immagini, alquanto ieratiche, di tre santi vescovi ai quali rivolgersi nelle per affrontare le disgrazie della vita; ma tra di essi vi è anche un santo bambino, San Quirico, che le agiografie dei santi celebrano, assieme alla madre Giulitta, come martire trucidato durante la persecuzione di Diocleziano.
Un'altra immagine che doveva essere molto venerata, a giudicare dalla sua diffusione nel Piemonte orientale, è quella della Santa Liberata, rappresentata con due infanti in braccio ed invocata a protezione dei neonati e delle partorienti.
Gli affreschi più tardi della chiesa costituiscono una delle numerose importanti testimonianze della produzione artistica di Tommaso Cagnola e della sua bottega in area novarese. Quelli che denotano una maggior finezza esecutiva sono quelli firmati dallo stesso Tommaso, vale a dire un San Martino ed il Povero che, nella eleganza del santo e nella soavità del suo volto, denotano interamente il gusto per la pittura tardogotica, ed un bellissimo Compianto che echeggia con evidenza le influenze della pittura nordica.
Senza escludere anche, per talune parti, interventi diretti di Tommaso, la critica assegna al più fecondo dei suoi figli, Francesco Cagnola altre immagini presenti sulle pareti della navata: una suggestiva Crocifissione con il corpo di Cristo piagato da mille ferite, posta tra le vecchie immagini di Sant'Orso e della Madonna; un Martirio della Beata Panacea; una Santissima Trinità rappresentata secondo l'iconografia del Trono della Grazia; una Madonna col Bambino. 
Sempre a Francesco è attribuito l'intero apparato decorativo dell'abside, con la Annunciazione sull'arco trionfale, il Cristo Pantocratore e la teoria degli Apostoli.
Iconograficamente interessante è la rappresentazione della scena del Martirio della Beata Panacea, una pastorella valsesiana uccisa per mano della matrigna, divenuta presto in queste terre oggetto di grande devozione popolare. Vi si osserva la scena dell'omicidio commesso dalla matrigna con il proprio fuso; c'è un diavoletto nero, in alto nell'angolo destro, che ispira la matrigna. In mezzo alla scena è posto uno degli elementi base del racconto agiografico: la legna che la matrigna obbligava Panacea a raccogliere si incendia miracolosamente, richiamando l'attenzione della intera valle..

## Galleria d'immagini

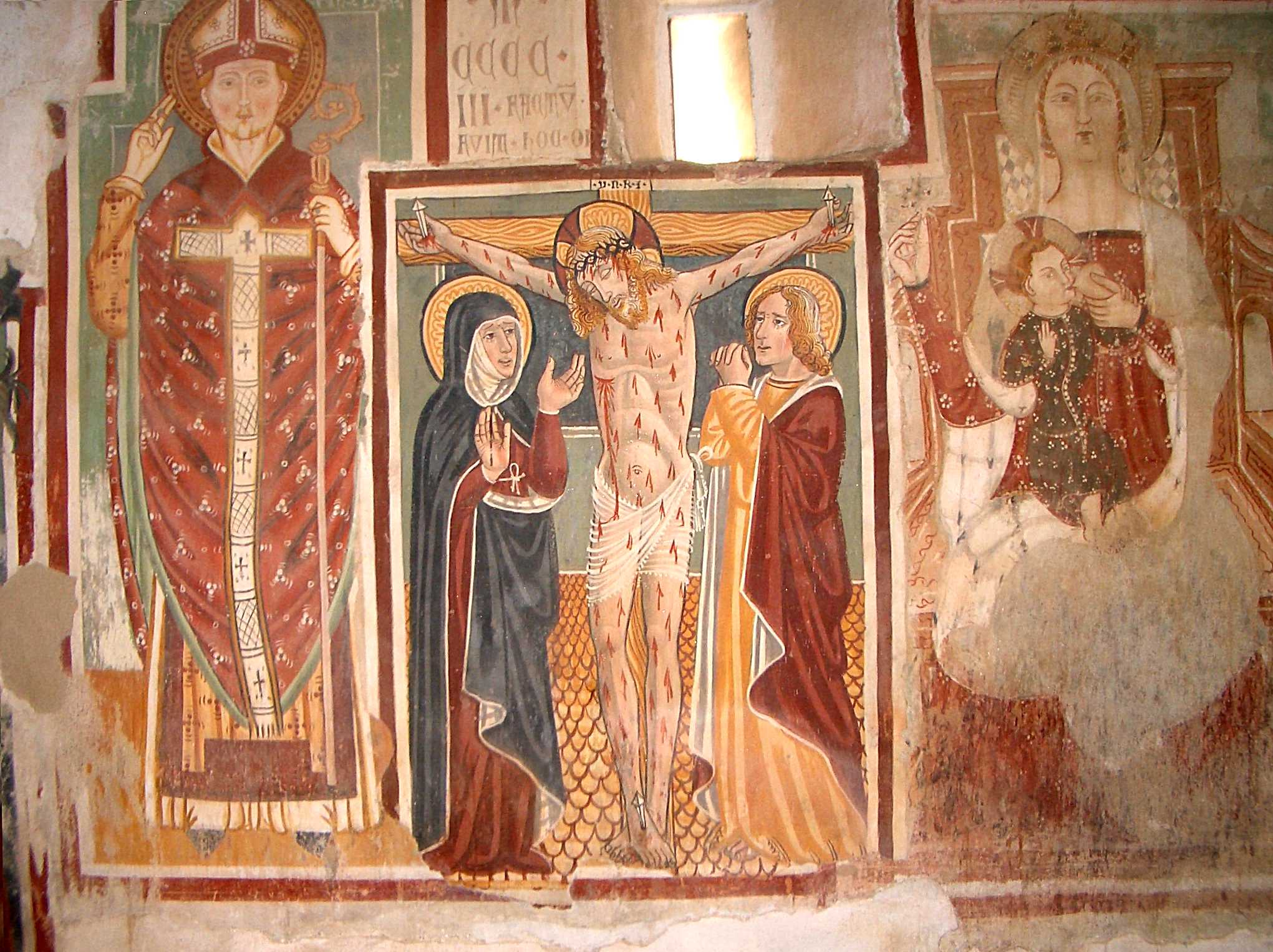
La Crocifissione di Francesco Cagnola tra le antiche immagini di Sant'Orso di Aosta e la Madonna del Latte
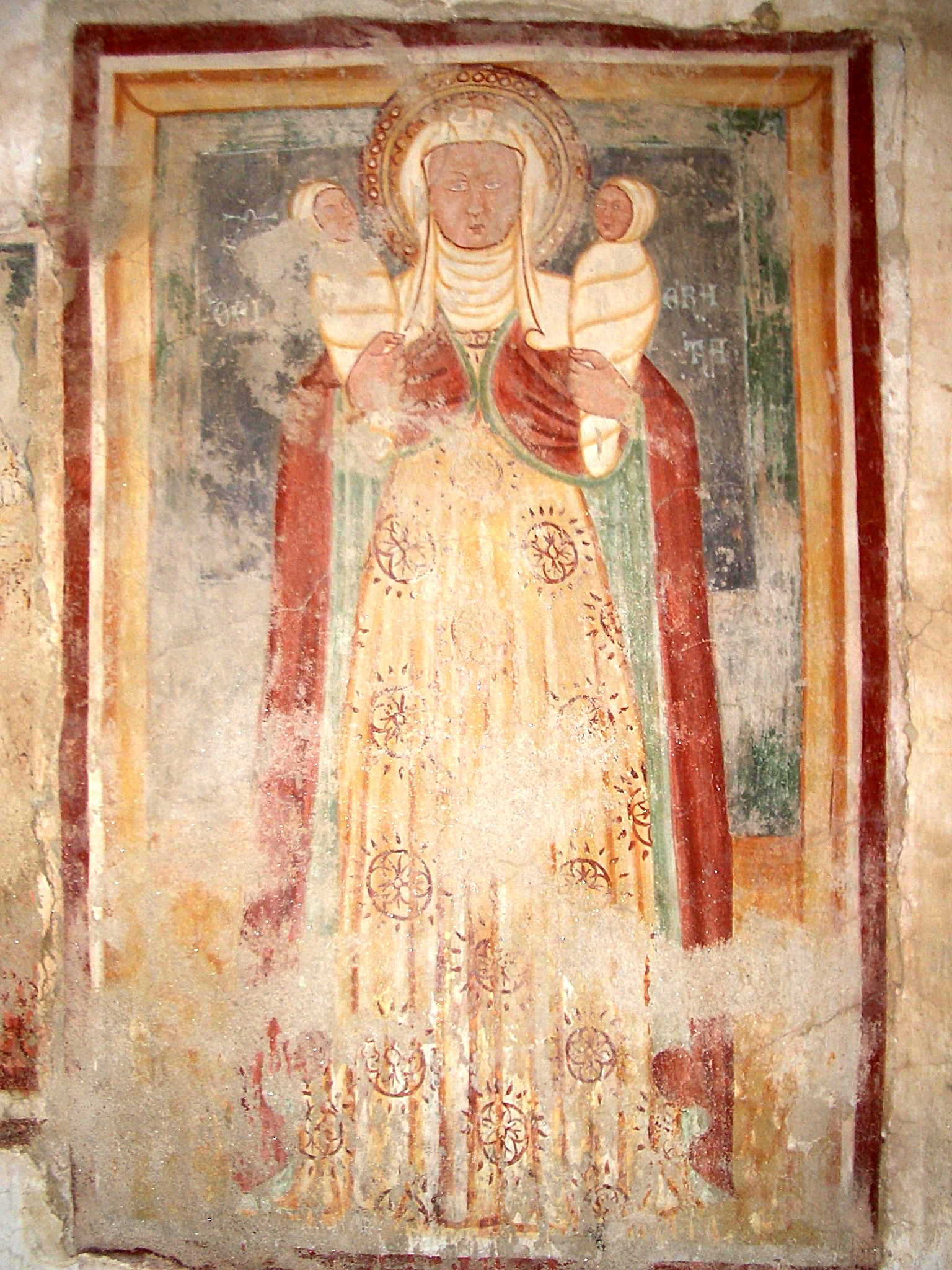
Immagine di Santa Liberata
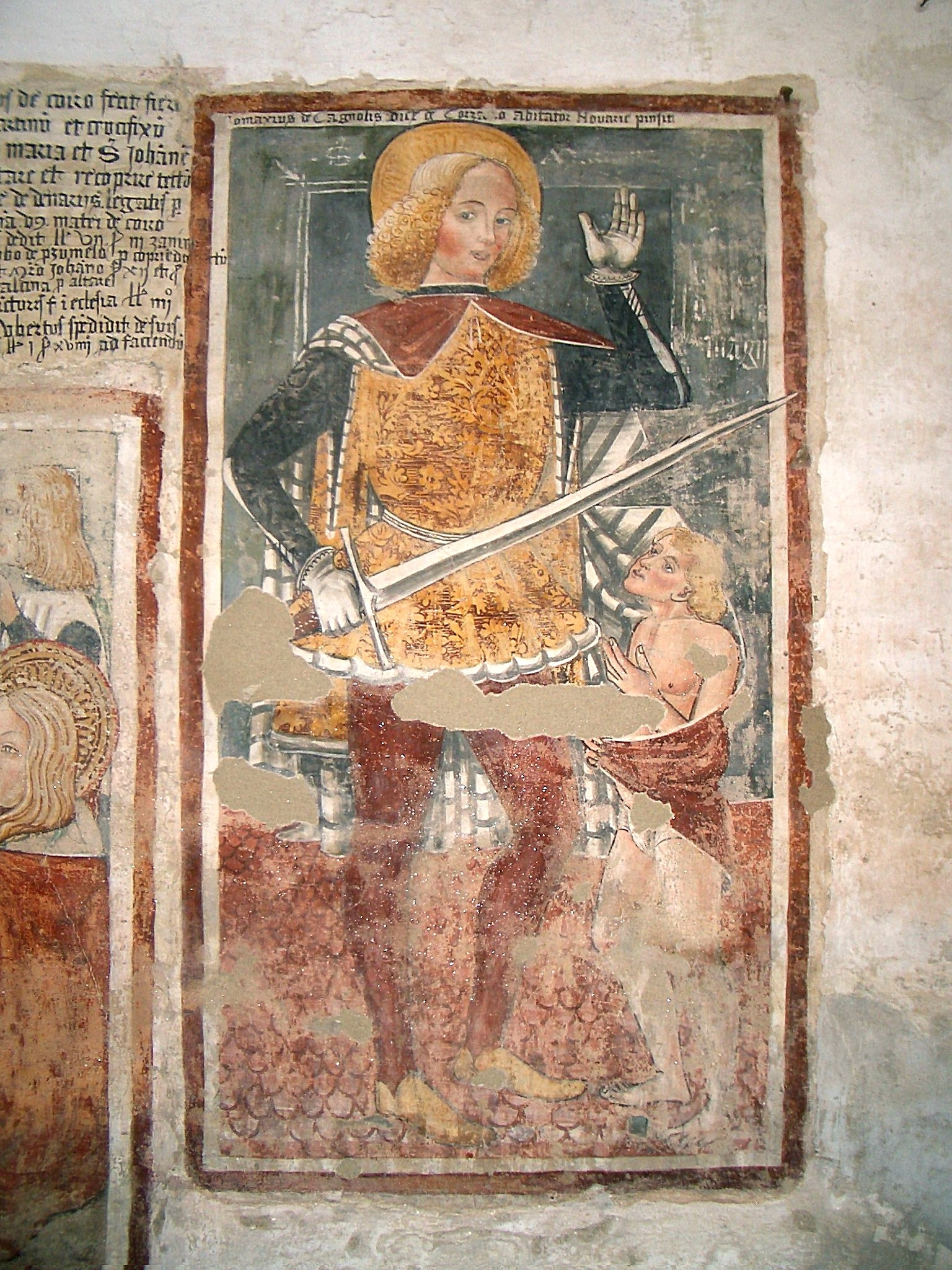
Tommaso Cagnola, San Martino e il Povero, ca. 1490-1500
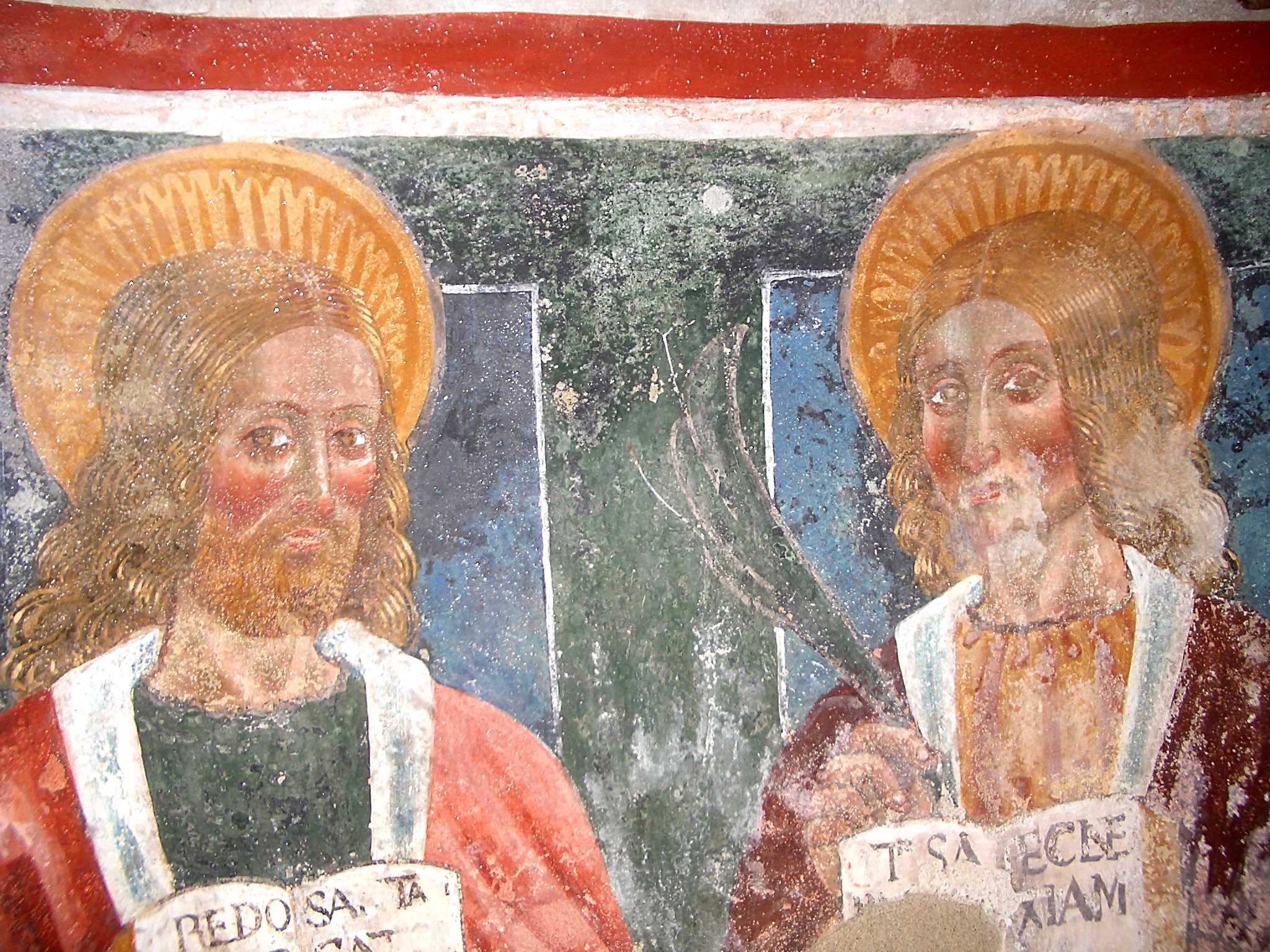
Francesco Cagnola, volti di Apostoli raffigurati nell'abside
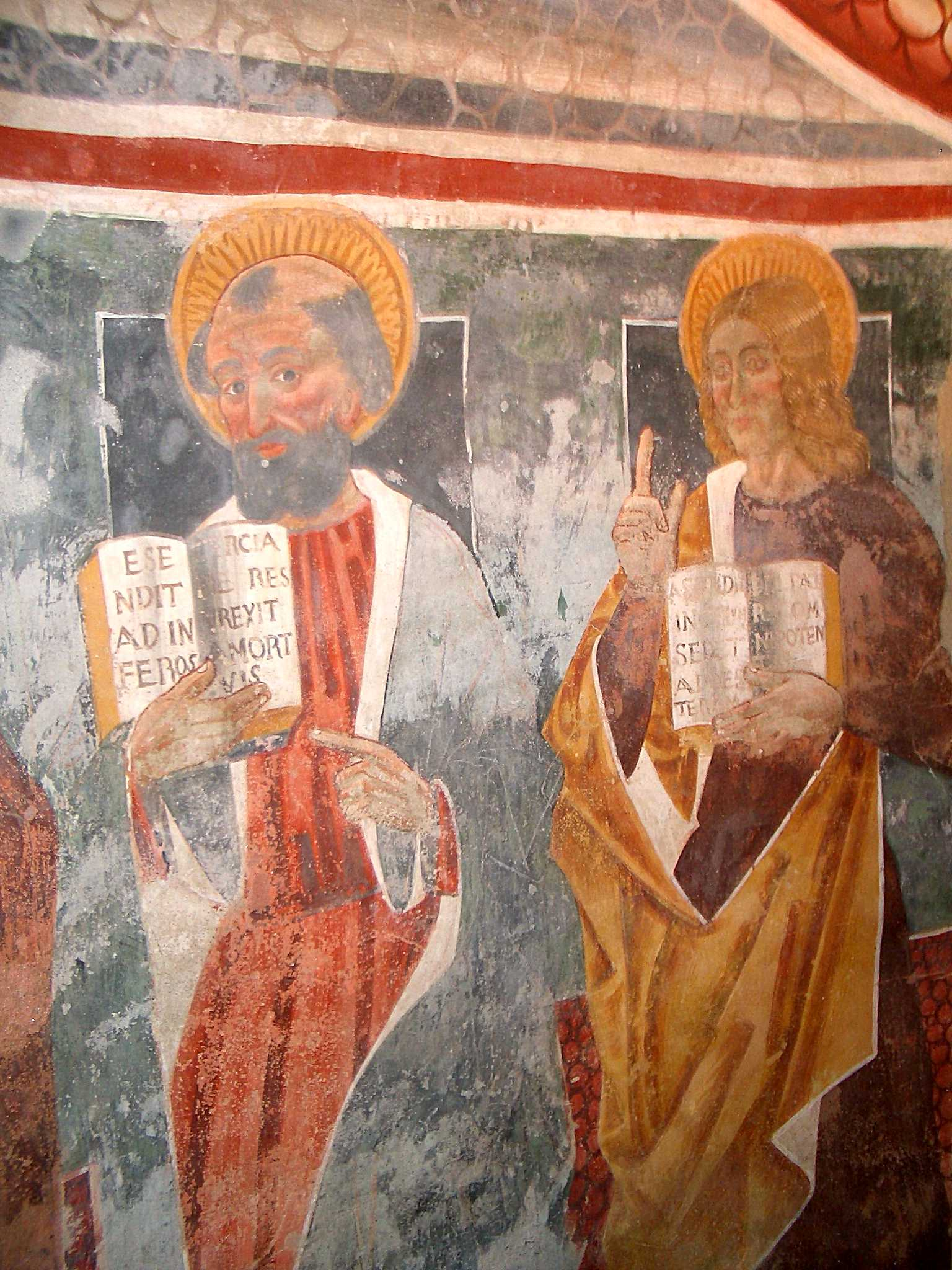
Francesco Cagnola, figure di Apostoli raffigurati nell'abside
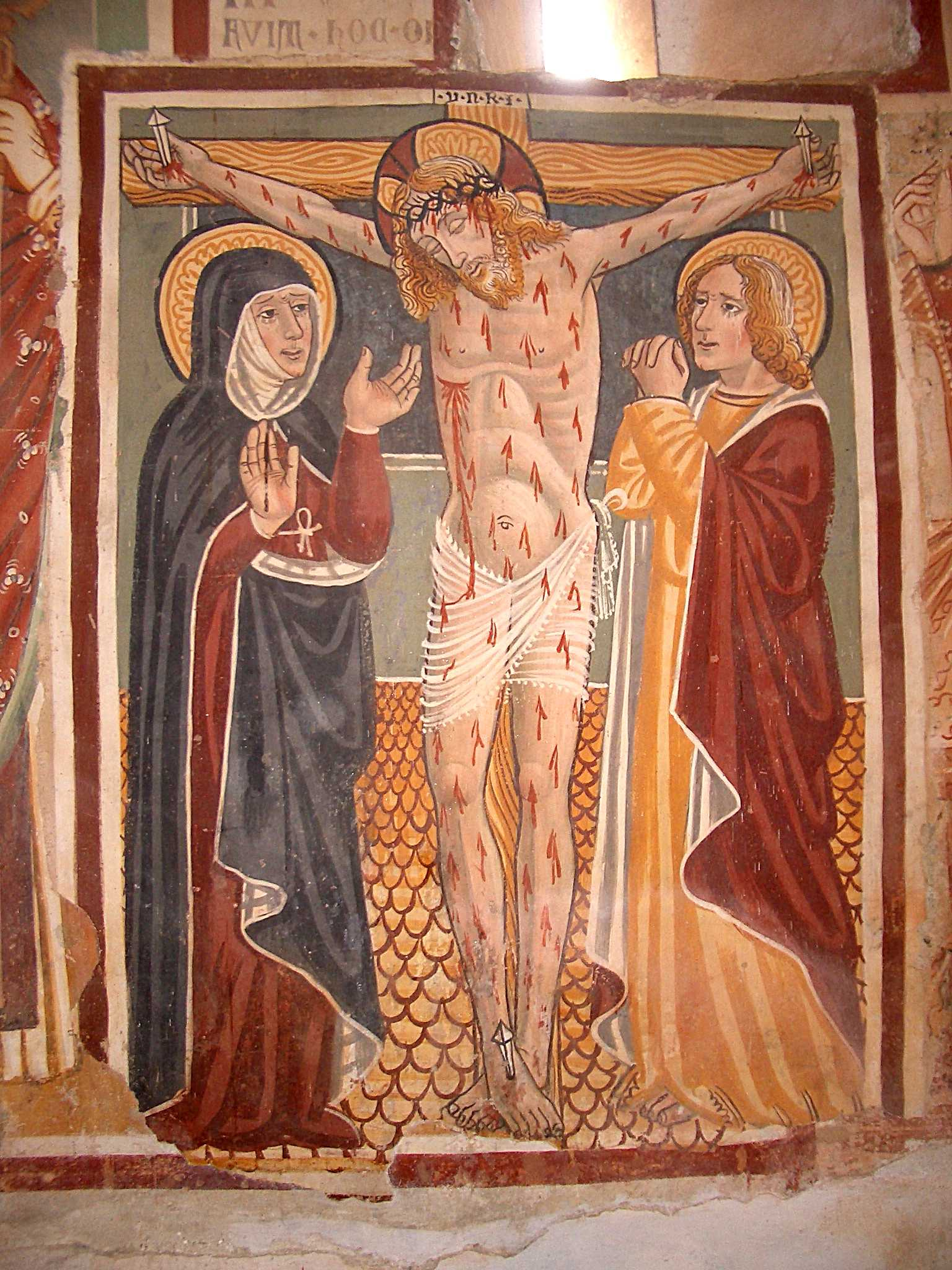
Francesco Cagnola, Crocifissione
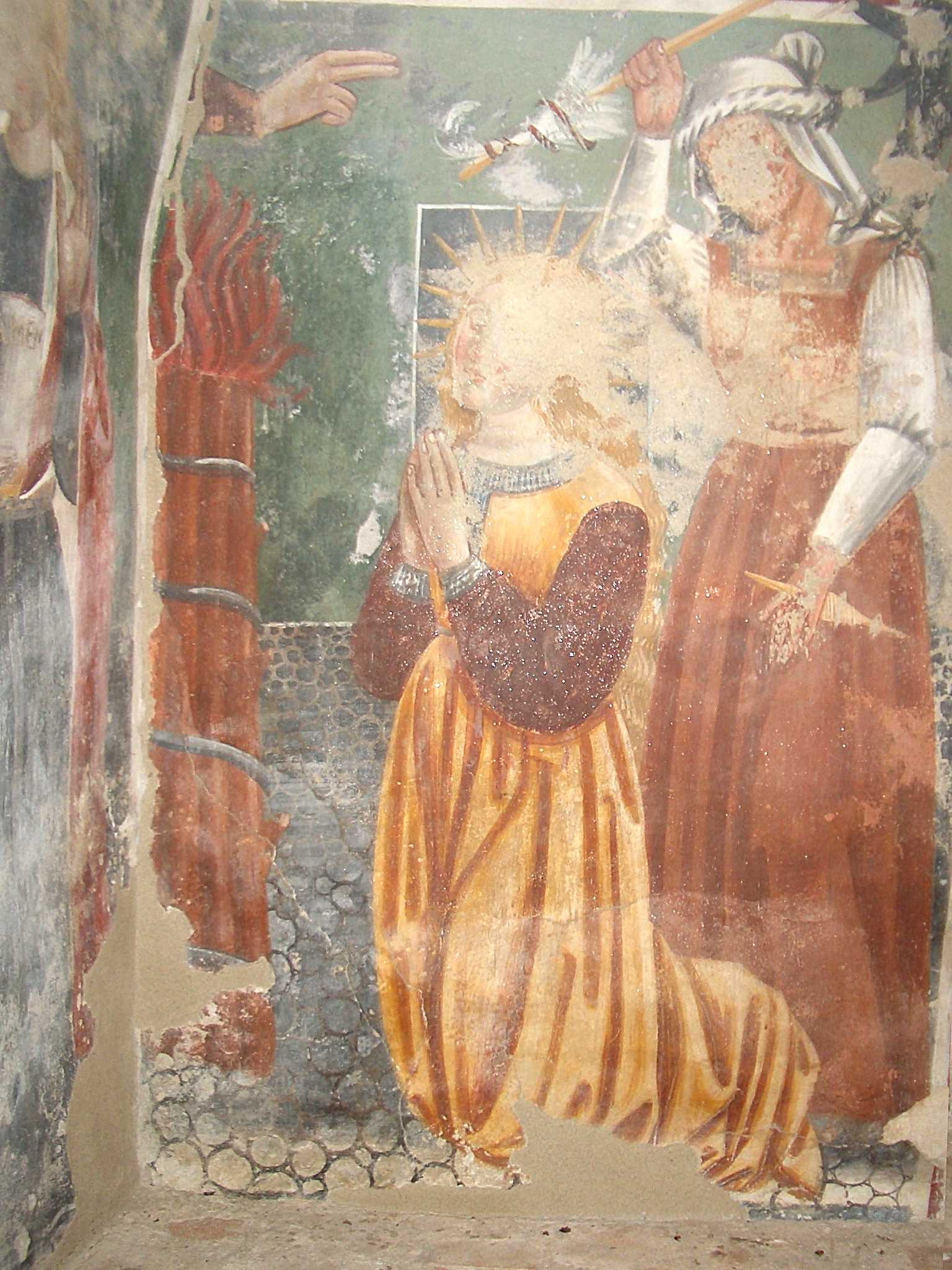
Francesco Cagnola, Martirio della Beata Panacea
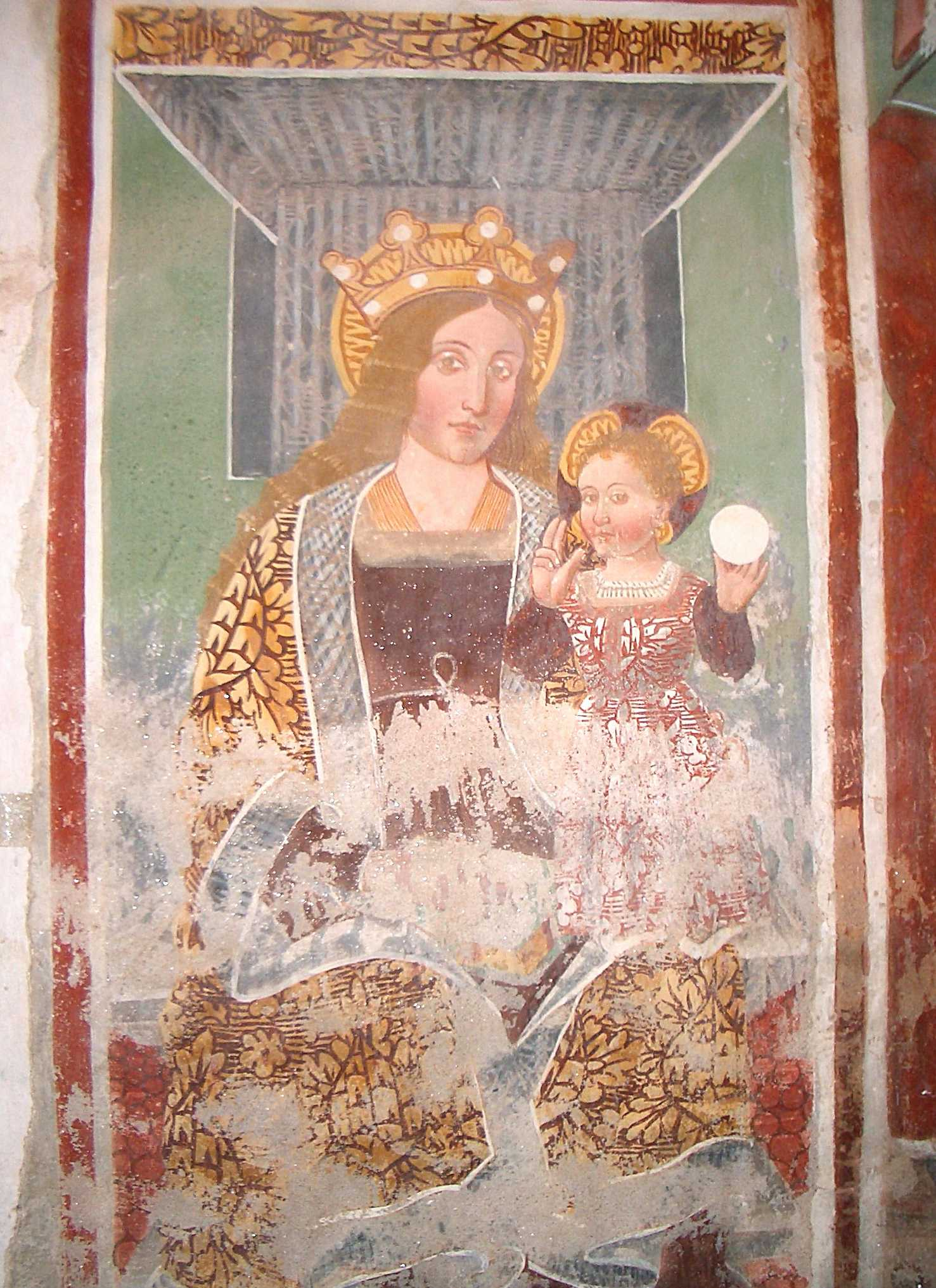
Francesco Cagnola, Madonna col Bambino